# شهرستان آترو (نیومکزیکو)

شهرستان آترو، نیومکزیکو از شهرستان‌های جنوبی ایالت نیومکزیکو است. جمعیت این شهرستان بر طبق آمارهای سال ۲۰۱۰ برابر بود با ۶۳.۷۹۷ نفر و مساحت آن نیز ۱۷.۱۶۰ کیلومترمربع است.
این شهرستان دارای مرز مشترک با ایالت تگزاس بوده و مرکز آن شهر الماگوردو می‌باشد.

## پیوند
- وب‌گاه رسمی